# Піт Сміт (продюсер)
Піт Сміт (англ. Pete Smith, ім'я при народженні — Пітер Шмідт; 4 вересня 1892, Нью-Йорк. Нью-Йорк, США — 12 січня 1979, Санта-Моніка, Каліфорнія, США) — американський публіцист, продюсер і оповідач.
Сміт почав свою кар'єру публіцистом в Metro-Goldwyn-Mayer у 1920-х роках, пізніше він перейшов у кіновиробництво. Піт Сміт створив і озвучив більше 150 фільмів. Він двічі отримав премію «Оскар» за найкращий ігровий короткометражний фільм (1938, 1941). В 1953 році він отримав премію «Оскар» за видатні заслуги у кінематографі.
Останні роки життя Сміт провів у санаторії Санта-Моніки, через виснаження. 12 січня 1979 року Сміт стрибнув з даху будинку і загинув від отриманих травм.

## Біографія
Пітер Шмідт народився 4 вересня 1892 року в Нью-Йорку. Він почав свою кар'єру як помічник союзу виконавців для водевіля. До 1915 року він виготовляв рекламні ролики для компанії Bosworth, Inc., а також для Oliver Morosco Photoplay Co., Artcraft Pictures Corporation та Famous Players-Lasky. Він був одним із засновників Асоціації кінематографічних рекламодавців. В 1925 році Піт Сміт був найнятий Луїсом Б. Маєром в рекламний відділ кінокомпанії Metro-Goldwyn-Mayer.
В 1918 році Піт Сміт одружився з Марджорі Гансс. В них народився син Дуглас, який згодом став техніком в кінокомпанії RKO Pictures. Сміт і Гансс залишалися одруженими до смерті Марджорі в 1957 році. Другий шлюб Сміта був з його секретаркою Енн Данстон, з якою він одружився в Лас-Вегасі у жовтні 1962 року.
Останні роки життя Сміт провів у санаторії Санта-Моніки, штат Каліфорнія, через виснаження, яке привело до погіршення стану здоров'я. 12 січня 1979 року Сміт вчинив самогубство, зістрибнувши з даху будинку.
За внесок у кіноіндустрію, Піт Сміт отримав зірку на Голлівудській алеї слави, за адресою 1621 Vine Street.

## Вибрана фільмографія
| Рік  | Українська назва                       | Оригінальна назва                 | Роль                    | Коментар                                                                        |
| ---- | -------------------------------------- | --------------------------------- | ----------------------- | ------------------------------------------------------------------------------- |
| 1931 | Рибальський рай                        | Fishermen's Paradise              | оповідач                | Продюсер                                                                        |
| 1931 | Віппетські гонки                       | Whippet Racing                    | оповідач                | Продюсер                                                                        |
| 1931 | Дикий і вовняний                       | Wild and Woolly                   | оповідач                | Продюсер                                                                        |
| 1932 |                                        | Desert Regatta                    | оповідач                | Продюсер                                                                        |
| 1932 | Ловля форелі                           | Trout Fishing                     | оповідач                | Продюсер                                                                        |
| 1932 | Мікроскопічні таємниці                 | Microscopic Mysteries             | оповідач                | Продюсер                                                                        |
| 1932 | Зліт                                   | Swing High                        | оповідач                | Продюсер                                                                        |
| 1933 | Меню                                   | Menu                              | оповідач                | Продюсер. Номінація: Премія «Оскар» за найкращий ігровий короткометражний фільм |
| 1933 |                                        | Handlebars                        | оповідач                | Продюсер                                                                        |
| 1934 | Кольорові дикі ведмеді                 | Roping Wild Bears                 | оповідач                |                                                                                 |
| 1934 |                                        | Vital Victuals                    | оповідач                | Продюсер                                                                        |
| 1934 | Страйки і запчастини                   | Strikes and Spares                | оповідач                | Продюсер. Номінація: Премія «Оскар» за найкращий ігровий короткометражний фільм |
| 1935 | Свято Санта-Барбари                    | La Fiesta de Santa Barbara        | оповідач                | Продюсер. Номінація: [null Найкращий кольоровий короткометражний фільм]         |
| 1935 | Презентація тривимірного кінематографа | Audioscopiks                      | оповідач                | Продюсер. Номінація: Премія «Оскар» за найкращий ігровий короткометражний фільм |
| 1936 | Особливо небезпечний – майстер         | Wanted — A Master                 | оповідач / голос собаки | Продюсер. Номінація: Премія «Оскар» за найкращий ігровий короткометражний фільм |
| 1936 | Вбивця-собака                          | Killer-Dog                        | оповідач                | Продюсер                                                                        |
| 1937 | Премудрості Пенні                      | Penny Wisdom                      | оповідач                | Продюсер. Перемога: [null Найкращий кольоровий короткометражний фільм]          |
| 1937 | Футбольні чемпіони                     | Pigskin Champions                 | оповідач                | Продюсер                                                                        |
| 1937 | Роман з радієм                         | Romance of Radium                 | оповідач                | Продюсер. Номінація: Премія «Оскар» за найкращий ігровий короткометражний фільм |
| 1938 | Футбольні хвилювання 1937 року         | Football Thrills of 1937          | оповідач                | Продюсер, режисер                                                               |
| 1938 | Кулачні бої                            | Fisticuffs                        | оповідач                |                                                                                 |
| 1938 | Гаряче на льоду                        | Hot on Ice                        | оповідач                | Продюсер                                                                        |
| 1939 | Футбольні хвилювання 1938 року         | Football Thrills of 1938          | оповідач                | Продюсер, режисер                                                               |
| 1939 | Радіоаматори                           | Radio Hams                        | оповідач                | Продюсер                                                                        |
| 1939 | Поговоримо про Туреччину               | Let's Talk Turkey                 | оповідач                |                                                                                 |
| 1940 | Плями перед очима                      | Spots Before Your Eyes            | оповідач                | Продюсер                                                                        |
| 1940 | Моргнути не встигнеш                   | Quicker'n a Wink                  | оповідач                | Продюсер. Перемога: Премія «Оскар» за найкращий ігровий короткометражний фільм  |
| 1941 | Аеронавтика                            | Aeronutics                        | оповідач                | Продюсер                                                                        |
| 1941 | Третє розмірне вбивство                | Third Dimensional Murder          | оповідач                | Продюсер                                                                        |
| 1941 | Армійські чемпіони                     | Army Champions                    | оповідач                | Продюсер. Номінація: Премія «Оскар» за найкращий ігровий короткометражний фільм |
| 1942 |                                        | Acro-Batty                        | оповідач                | Продюсер, сценарист                                                             |
| 1942 | Становлення морської піхоти            | Marines in the Making             | оповідач                | Продюсер. Номінація: Премія «Оскар» за найкращий ігровий короткометражний фільм |
| 1943 |                                        | Seeing Hands                      | оповідач                | Продюсер. Номінація: Премія «Оскар» за найкращий ігровий короткометражний фільм |
| 1943 | Дерево в пробірці                      | The Tree in a Test Tube           | Співрозмовник (голос)   |                                                                                 |
| 1944 | Шкідливе кіно                          | Movie Pests                       | оповідач                | Продюсер. Номінація: Премія «Оскар» за найкращий ігровий короткометражний фільм |
| 1944 | Футбольні хвилювання 1944 року         | Football Thrills of 1944          | оповідач                | Продюсер, режисер                                                               |
| 1945 | Голлівудський скаут                    | Hollywood Scout                   | оповідач                | Продюсер                                                                        |
| 1945 | Автобусні шкідники                     | Bus Pests                         | оповідач                | Продюсер                                                                        |
| 1946 | Фала в Гайд-парку                      | Fala at Hyde Park                 | оповідач                | Продюсер                                                                        |
| 1946 | Я люблю свого чоловіка, але!           | I Love My Husband, But!           | оповідач                | Продюсер                                                                        |
| 1946 | Звичайне лікування                     | Sure Cures                        | оповідач                | Продюсер. Номінація: Премія «Оскар» за найкращий ігровий короткометражний фільм |
| 1947 | Повір у диво                           | Now You See It                    | оповідач                | Продюсер. Номінація: Премія «Оскар» за найкращий ігровий короткометражний фільм |
| 1947 | Я люблю свого дружину, але!            | I Love My Wife, But!              | оповідач                | Продюсер                                                                        |
| 1947 |                                        | What D'ya Know?                   | оповідач                | Продюсер                                                                        |
| 1948 | Я люблю свою матір, але...             | I Love My Mother-in-Law But…      | оповідач                | Продюсер                                                                        |
| 1948 | Хитрощі боулінгу з Енді Варіпапа       | Bowling Tricks With Andy Varipapa | оповідач                | Продюсер                                                                        |
| 1948 | Ви не можете виграти                   | You Can't Win                     | оповідач                | Продюсер. Номінація: Премія «Оскар» за найкращий ігровий короткометражний фільм |
| 1949 |                                        | How Come?                         | оповідач                | Продюсер                                                                        |
| 1949 |                                        | Water Trix                        | оповідач                | Продюсер. Номінація: Премія «Оскар» за найкращий ігровий короткометражний фільм |
| 1950 | Неправильний шлях Бутча                | Wrong Way Butch                   | оповідач                | Продюсер. Номінація: Премія «Оскар» за найкращий ігровий короткометражний фільм |
| 1950 | Життя дружини                          | A Wife's Life                     | оповідач                | Продюсер                                                                        |
| 1951 | Бандажна приманка                      | Bandage Bait                      | оповідач                | Продюсер                                                                        |
| 1951 | Рибацькі подвиги                       | Fishing Feats                     | оповідач                | Продюсер                                                                        |
| 1952 | Гімнастичний ритм                      | Gymnastic Rhythm                  | оповідач                | Продюсер                                                                        |
| 1952 | Я люблю дітей, але!                    | I Love Children, But!             | оповідач                | Продюсер                                                                        |
| 1953 | Листоноша                              | The Postman                       | оповідач                | Продюсер                                                                        |
| 1953 |                                        | Things We Can Do Without          | оповідач                | Продюсер                                                                        |
| 1954 |                                        | Do Someone a Favor!               | оповідач                | Продюсер                                                                        |
| 1954 | Камера впіймала його                   | The Camera Caught It              | оповідач                | Продюсер                                                                        |
| 1955 | Людина біля будинку                    | The Man Around the House          | оповідач                | Продюсер                                                                        |
| 1955 |                                        | Animals in Action                 | оповідач                | Продюсер                                                                        |
| 1955 | Каскадери                              | Fall Guy                          | оповідач                | Продюсер                                                                        |